# Chameleon (Herbie-Hancock-Lied)
Chameleon ist ein Funk-Song, der von Herbie Hancock, Bennie Maupin, Paul Jackson und Harvey Mason komponiert wurde, die auch die Originalversion auf Hancocks 1973 veröffentlichtem Album Head Hunters aufnahmen. Er hat eine Länge von 15:44 Minuten.

## Musikalische Eigenschaften
Das Stück hat eine charakteristische Basslinie und wird auf einem Funk-Beat gespielt. Es baut überwiegend auf einem Zwei-Akkord-Vamp auf. Das Stück fungierte als „funky Auftakt“ des Albums mit einer leicht wiedererkennbaren Einleitung (1:29), einer funkigen Basslinie, die auf einem ARP-Odyssey-Synthesizer gespielt wurde. Wie bereits der Songtitel nahelegt, sind die Klänge nicht immer das, was sie zu sein scheinen. Der hinzukommende Bass wird von Paul Jackson in oberster Lage gespielt und die hinzukommende „Gitarre“ wird von Hancock auf den Keyboards gespielt. Dieses groovige Motiv mit einem ostinaten Schlagzeug, das auch Clave-Funktion hat, organisiert das gesamte Stück. Aus ihm entsteht nach 7:42 ein zweites Thema, über das erstmals auf den Keyboards jazzorientiert improvisiert wird (bis das Stück nach einem erinnernden Riff (11:41) nach weiteren anderthalb Minuten wieder zum ursprünglichen Thema zurückkehrt). Ein im ersten Teil des Stückes zu hörendes Solo von Hancock schöpfte eher rockorientiert die Möglichkeiten des Synthesizers aus und „ließ es pfeifen, pitchen, modulieren.“

## Coverversionen
Chameleon ist ein bekannter Funk- und Jazzstandard und gehört mittlerweile zum Standardrepertoire vieler Bands. Das Stück wurde von einer Vielzahl von Künstlern, darunter Maceo Parker, Buddy Rich, Kimiko Kasai, Stanley Jordan, Maynard Ferguson, Eddie Jefferson, Gov’t Mule, Monty Alexander mit Sly Dunbar & Robbie Shakespeare, Michał Urbaniak, The String Cheese Incident, Umphrey’s McGee, James Morrison,  und viele weitere, gecovert.